# Salvelinus obtusus
Salvelinus obtusus är en fiskart som beskrevs av Regan, 1908. Salvelinus obtusus ingår i släktet Salvelinus och familjen laxfiskar. Inga underarter finns listade i Catalogue of Life.
Denna fisk förekommer endemisk i sjön Lough Leane i sydvästra Irland. Fram till början av 1900-talet levde arten även i Muckross Lake och Lough Tay längre västerut. Beståndet hotas av övergödning samt av andra vattenföroreningar. IUCN kategoriserar arten globalt som akut hotad.